# 任芹
任芹（1537年—？），字汝獻，號純軒，山東登州府萊陽縣人，軍籍，明朝政治人物。

## 生平
嘉靖三十七年（1558年）戊午科山東鄉試第五十五名舉人，隆慶二年（1568年）中式戊辰科會試第二百七十九名，三甲第二百五十八名進士。授河南武陟縣知縣，擢兵部武庫司主事，調吏部文選司主事，卒于任。

## 家族
曾祖任恕；祖父任大志；父任銳，母董氏。重慶下。兄任芟、任蕢、任茆，弟任芷、任葵、任芊、任藻、任苘。
任苘，万历十六年戊子举人，亚魁第六名，授直隶行唐县知县。